# Martijn Maria Smits
Martijn Maria Smits (Breda, 23 oktober 1980) is een Nederlands filmregisseur.
Samen met de regisseuse Sacha Polak en cameraman Daniël Bouquet studeerde Smits in 2006 af aan de Nederlandse Film en Televisie Academie. Zijn eindexamenfilm Otzenrath ontving internationale prijzen, waardoor hij meteen de kans kreeg om een eerste lange speelfilm te maken voor een minimaal budget. Hieruit volgde de film C'est déjà L'été (2010) die de eerste Nederlandse lowbudgetfilm werd die een nominatie ontving in de Tiger Competitie en een speciale vermelding kreeg van de Kring van Nederlandse Filmjournalisten op het Internationaal Film Festival van Rotterdam. De film ontving tevens een Gouden Kalf voor beste muziek en werd genomineerd voor het beste scenario.
Naast zijn eerste speelfilm maakte Smits nog voor televisie het drama Anvers (2010), waar hij een Gouden Kalf en een Fipa d'or voor won en het drama De hoer en het meisje (2011). Smits staat bekend om zijn acteursregie en neemt vaak zelf het scenario en de montage voor eigen rekening.
- Gemeinsame Normdatei: 1089538863
- International Standard Name Identifier: 0000 0003 6904 7379
- Nederlandse Thesaurus van Auteursnamen: 322837294
- Virtual International Authority File: 286676441
- WorldCat: E39PBJqk3rcpfqQtxGV8ywYpT3